# Beamish Hall

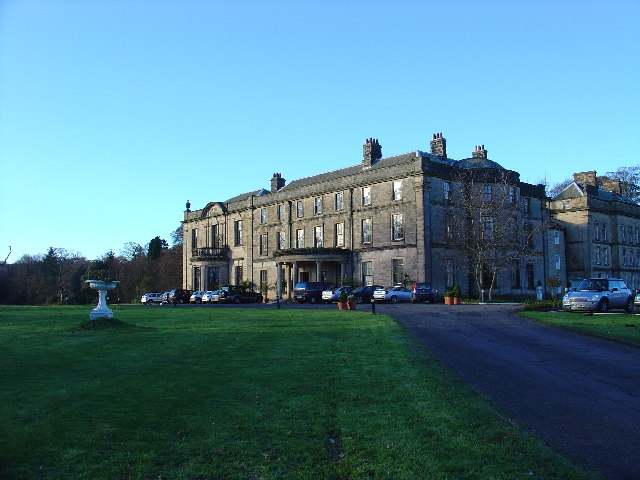
Beamish Hall

Beamish Hall ist ein Landhaus in der Nähe der Kleinstadt Stanley im englischen County Durham. Das Mitte des 18. Jahrhunderts erbaute Haus mit seinen 9,7 Hektar Grund hat English Heritage als historisches Bauwerk II*. Grades gelistet.

## Geschichte
Die Geschichte von Beamish Hall kann man bis in die Zeit der normannischen Eroberung Englands zurückverfolgen. Der Name „Beamish“ ist eine Verballhornung den normannischen „Beauvis“ (dt.: „schöner Ort“) oder des altfranzösischen „bew-mys“ (dt.: „schönes Landhaus“).
In dem ursprünglich 1268 als Hochzeitsgeschenk für Isabella de Leigh und Guiscard de Charron errichteten Haus wohnten fünf Generationen von De Charrons und später Monbouchers. Das letzte Familienmitglied starb 1400. Im Mittelalter war das befestigte Haus von verschiedenen Aristokratenfamilien, z. B. den Percys, bewohnt.
Thomas Percy, 7. Earl of Northumberland, wurde die Grundherrschaft Beamish in Folge seiner Beteiligung am Rising of the North 1569 aberkannt. Ein Herrenhaus (an der Stelle des heutigen Hauses) ließ die Familie Wray Anfang des 17. Jahrhunderts errichten.
1683 kaufte Timothy Davison, ein reicher Kaufmann aus Newcastle upon Tyne, die Grundherrschaft. 1673 war er Bürgermeister von Newcastle und Leiter der dortigen Kaufmannsgilde. Er hatte elf Söhne und fünf Töchter. 1714 heiratete der älteste überlebende Sohn, William, Dulcibella Morton (die Tochter von John Morton, dem Rektor von Sedgefield, und Dulcibella Naylor). 1739 heiratete deren älteste Tochter, Mary Davison, die damals Erbin des Anwesens war, Sir Robert Eden, 3. Baronet, aus Windlestone Hall.
Die heutige Beamish Hall wurde Mitte des 18. Jahrhunderts als Ersatz für das alte Herrenhaus errichtet. Die ursprünglich dreistöckige Hauptfassade mit sieben Jochen wurde bald um drei weitere Joche erweitert.
Im Jahre 1803 heiratete Catherine Eden, eine Tochter von Sir John Eden, 4. Baronet, Robert Duncombe Shafto von Whitworth Hall im County Durham. 1904 erbte deren Enkel, Reverend Slinsby Duncombe Shafto, das Anwesen und nahm in der Folge Eden als zusätzlichen Familiennamen an. Er war 1908 High Sheriff of Durham. Der spätere Premierminister des Vereinigten Königreiches, Sir Anthony Eden, verbrachte einen Teil seiner Jugend in Beamish Hall.
Die Edens ließen 1813 ein Hinterhaus am Beamish Hall anbauen und größere Änderungen und Zubauten wurden 1897 und 1910 durchgeführt, z. B. der Anbau einer Eingangshalle mit sechs ionischen Säulen, eines Ballsaals und eines Wintergartens.
Nach dem Tod von Robert Shafto 1949 wurde das Anwesen an das National Coal Board verkauft und die Familie zog in die Bavington Hall. 1969 erwarb die Grafschaftsverwaltung von County Durham das Haus und seit dieser Zeit bis 1995 war dort eine örtliche Schule untergebracht. Nachdem die Grafschaftsverwaltung Beamish Hall nicht mehr benötigte, stand das Haus bis August 2000 leer. Ende 2000 wurde es erneut verkauft und wurde von seinen neuen Besitzern renoviert und in ein Hotel umgewandelt.
Das North of England Open Air Museum (auch Beamish Museum) ist in einem Teil des Parklandes untergebracht, das das Haus umgibt. Das Landhaus selbst ist fast fertig renoviert, was ihm den ursprünglichen Glanz eines aristokratischen Hauses zurückgeben soll. Das Gelände des Hauses wurde Beamish Wild genannt, um Familien anzuziehen; es gibt dort Seilkletteranlagen und Abenteuerspielplätze für Kinder.